# Dobroslav II
Dobroslav II (Servisch: Доброслав II) was de zoon van Mihailo Vojislavljević en de broer van Konstantin Bodin. Hij volgde zijn broer Konstantin Bodin als mederegent (samen met zijn broer Mihailo) op in 1101 als koning van Duklja. Hij werd echter door de Rascische župan Vukan te gronde gericht en door Kočapar vervangen. Vanaf dan neemt Raška de leiding over binnen het oude Servië, waarbij Dioclitië voortaan in de schaduw kwam te staan van Raška.